# مقاطعة إيدجفيلد (كارولينا الجنوبية)
مقاطعة إيدجفيلد هي مقاطعة في كارولينا الجنوبية، تتبع كارولاينا الجنوبية، بلغ عدد سكانها 26٬985  نسمة، في 2010، عاصمتها إديغفيلد، تبلغ مساحتها 1٬312 كيلومتر مربع.

## الموقع
تشترك في الحدود مع:
- مقاطعة سالودا (كارولينا الجنوبية)
- مقاطعة كولومبيا
- مقاطعة ماكورميك
- مقاطعة أيكن
- مقاطعة ريتشموند
- مقاطعة غرينوود (كارولاينا الجنوبية).

## التقسيمات الإدارية
- إديغفيلد.

## أعلام
- باركلي مارتن
- جون مارشال مارتن
- أبنر مونرو بيرين
- بينكني دوني بولز
- جون كالهون شيبارد